# Dumitru Iliescu (general)
Dumitru Iliescu  (n. 24 septembrie 1865, Drăgășani – d. 1940) a fost unul dintre generalii Armatei României din Primul Război Mondial.
A exercitat efectiv (deși nominal poziția era ocupată de generalul Vasile Zottu) funcția de șef al Marelui Cartier General în prima parte a campaniei anului 1916, fiind apoi numit în funcție la 25 octombrie până la 5 decembrie 1916, când a fost demis ca urmare a înfrângerilor suferite de Armata României.

## Cariera militară
După absolvirea școlii militare de ofițeri cu gradul de sublocotenent, Dumitru Iliescu a ocupat diferite poziții în cadrul Regimentelor 1, 4, 6, 7 și 10 Artilerie. Între 1893 și 1894 a activat în cadrul Arsenalului Armatei, ulterior îndeplinind funcții de comandă și stat-major în unele unități de artilerie și în Școala Specială de Artilerie și Geniu. Între 1884-1886 urmează cursurile Școlii Politehnice din Paris, unde este coleg și se împrietenește cu viitorul primu ministru Ion I. C. Brătianu.:p. 104
În anul 1914, după instalarea guvernului condus de Ion I. C. Brătianu, este numit Secretar general al Ministerului Război, al cărui titular era chiar primul-ministru, exercitând practic conducerea efectivă a ministerului. În acest context, a coordonat elaborarea celor patru planuri de reformă a armatei, având ca obiectiv general creșterea capacității combative a acesteia: 1) „Planul de completare, transformare și reparare a armamentului, munițiilor și materialelor de război”; 2) „Planul pentru completarea echipamentului de toate categoriile și acela pentru hotărârea subzistențelor oamenilor și animalelor la toate eșaloanele de luptă și studierea înființării centrelor mari de aprovizionare de nutriment și echipament”; 3) „Planul sanitar al armatei”; 4) „Planul efectivelor trebuincioase armatei de operații și serviciilor ei”.:p. 12
La intrarea în război la 27 august 1916 în calitatea de sub-șef al Marelui Cartier General a exercitat comanda efectivă, titularul de drept, generalul Vasile Zottu fiind în imposibilitatea  exercitării ei din cauza bolii de care suferea. Numire sa, prin încălcarea sau eludarea regulilor de promovare în armată, justificată doar de relația de prietenie cu primul-ministru, a fost aproape unanim contestată de corpul ofițeresc de comandă ca și de principalii lideri politici, iar rezultatele dezastruoase ale celor patru luni de conducere, deși nu i se datorau în întregime doar lui, le-au dat dreptate acestora.:pp 111-112:pp 101-104
Episoade definitorii ale atitudinii sale din timpul războiului îl constituie mutarea sa în primele săptămâni de campanie, de la Periș, unde era dislocat Marele Cartier General, într-un sat vecin, pentru a putea locui împreună cu amanta sa, precum și evacuarea acesteia cu trenul de comandament care transporta Marele Cartier General în Moldova, fapt care l-a scandalizat pe generalul Henri Mathias Berthelot.:p. 103
Sub presiunea înfrângerilor de la sfârșitul anului 1916, la 5 decembrie 1916, Ionel Brătianu este silit să-l demită pe Iliescu, înlocuindu-l cu generalul Constantin Prezan. Dumitru Iliescu este trimis la Paris, ca reprezentant al Marelui Cartier General pe lângă aliați, la începutul anului 1917.:p. 80
După 1918 a intrat în politică, în Partidul Național Liberal, implicându-se în afaceri. A fost președinte la „Societatea de Credit Străin”, la „Subsolul român”, la „Tăbăcăria Națională” și membru în direcțiunea „A.E.C.”:pp 113

## Lucrări
- Războiul pentru întregirea României, București, 1920
- Documente privitoare la războiul pentru întregirea României, București, 1924

## Decorații
- Ordinul „Steaua României”, în grad de Ofițer (1914)
- Ordinul „Coroana României”, în grad de Comandor (1912)[2]:p. 432[4]:pp 108-113